# Bruckneudorf
Bruckneudorf (Hungarian: Királyhida) là một đô thị ở huyện Neusiedl am See thuộc bang Burgenland ở nước Áo. Đô thị này có diện tích 36,7 km², dân số thời điểm ngày 31 tháng 12 năm 2005 là 2809 người. Đô thị này giáp Bruck an der Leitha.